# Янагі Масако
Янагі Масако (нар. 11 листопада 1959) — колишня японська тенісистка.
Найвищу одиночну позицію світового рейтингу — 89 місце досягла 2 квітня 1984, парну — 85 місце — 5 січня 1987 року.
Здобула 1 одиночний та 2 парні титули туру ITF.
Найвищим досягненням на турнірах Великого шолома було 3 коло в одиночному розряді.
Завершила кар'єру 1994 року.

## Фінали ITF
| турніри $25,000 |
| турніри $10,000 |

### Одиночний розряд (1–3)
| Результат | Ранг | Дата           | Турнір         | Покриття | Суперниця      | Рахунок       |
| --------- | ---- | -------------- | -------------- | -------- | -------------- | ------------- |
| Поразка   | 1.   | 11 жовтня 1992 | Токіо, Японія  | Тверде   | Мідзокуті Мікі | 5–7, 6–1, 1–6 |
| Поразка   | 2.   | 18 жовтня 1992 | Токіо, Японія  | Тверде   | Мамі Доносіро  | 5–7, 4–6      |
| Перемога  | 3.   | 25 жовтня 1992 | Кіото, Японія  | Тверде   | Мідзокуті Мікі | 6–2, 6–4      |
| Поразка   | 4.   | 24 січня 1993  | Мак-Аллен, США | Тверде   | Луїс Аллен     | 4-6, 6-7      |

### Парний розряд (2–4)
| Результат | Ранг | Дата           | Турнір              | Покриття | Партнерка        | Суперниці                           | Рахунок       |
| --------- | ---- | -------------- | ------------------- | -------- | ---------------- | ----------------------------------- | ------------- |
| Поразка   | 1.   | 10 липня 1983  | Ландскруна, Швеція  | Ґрунт    | Окаґава Еміко    | Люсі Ґордон Міммі Вікстедт          | 5-7, 3-6      |
| Перемога  | 2.   | 12 жовтня 1992 | Токіо, Японія       | Тверде   | Мотідзукі Хіроко | Сасано Йосіко Йосіко Вауке          | 6–2, 3–6, 6–2 |
| Поразка   | 3.   | 19 жовтня 1992 | Кіото, Японія       | Тверде   | Сенді Шуріфонґ   | Хосокі Юко Наоко Кадзімута          | 3–6, 3–6      |
| Перемога  | 4.   | 26 жовтня 1992 | Саґа (Саґа), Японія | Ґрунт    | Хіросе Аяко      | Катаріна Студенікова Ева Мартінцова | 6–2, 6–0      |
| Поразка   | 5.   | 18 жовтня 1993 | Kugayama, Японія    | Тверде   | Ендо Мана        | Мамі Доносіро Танака Юка            | 3–6, 3–6      |
| Поразка   | 6.   | 31 жовтня 1993 | Кіото, Японія       | Тверде   | Ендо Мана        | Майя Авотінс Ліза Макші             | 6–7(5), 5–7   |

## ITF Independent Tour

### Одиночний розряд
| Легенда (0-1) |
| Перемога      |
| Поразка       |

| Результат | Ранг | Дата     | Турнір            | Місце                     | Покриття | Суперниця   | Рахунок  |
| --------- | ---- | -------- | ----------------- | ------------------------- | -------- | ----------- | -------- |
| Поразка   | 1.   | Тра 1982 | Cumberland Турнір | Гемпстед, Велика Британія | Ґрунт    | Кейт Брешер | 1–6, 1–6 |

### Парний розряд
| Легенда (2-0) |
| Перемога      |
| Поразка       |

| Результат | Ранг | Дата     | Турнір            | Місце                     | Покриття | Партнерка    | Суперниці                        | Рахунок  |
| --------- | ---- | -------- | ----------------- | ------------------------- | -------- | ------------ | -------------------------------- | -------- |
| Перемога  | 1.   | Тра 1982 | Cumberland Турнір | Гемпстед, Велика Британія | Ґрунт    | Лінда Стюарт | Леслі Чарлз Сара Гомер           | 6–3, 6–1 |
| Перемога  | 2.   | Тра 1982 | Paddington Турнір | Лондон, Велика Британія   | Тверде   | Лінда Стюарт | Мері-Енн Колвілл Венді Джилкріст | 6–3, 6–4 |